# Вестчейз (Флорида)
Вестчейз (англ. Westchase) — переписна місцевість (CDP) в США, в окрузі Гіллсборо штату Флорида. Населення — 25 952 особи (2020).

## Географія
Вестчейз розташований за координатами 28°3′41″ пн. ш. 82°36′20″ зх. д. / 28.06139° пн. ш. 82.60556° зх. д. (28.061321, -82.605663).  За даними Бюро перепису населення США в 2010 році переписна місцевість мала площу 27,80 км², з яких 25,56 км² — суходіл та 2,23 км² — водойми.

## Демографія
Згідно з переписом 2010 року, у переписній місцевості мешкало 21 747 осіб у 8522 домогосподарствах у складі 5800 родин. Густота населення становила 782 особи/км².  Було 9244 помешкання (333/км²).
Расовий склад населення:
| - 82,5 % — білих - 6,6 % — азіатів - 5,3 % — чорних або афроамериканців - 0,2 % — корінних американців - 0,1 % — вихідців з тихоокеанських островів - 2,2 % — осіб інших рас |

До двох чи більше рас належало 3,0 %. Частка іспаномовних становила 15,5 % від усіх жителів.
За віковим діапазоном населення розподілялося таким чином: 27,7 % — особи молодші 18 років, 63,5 % — особи у віці 18—64 років, 8,8 % — особи у віці 65 років та старші. Медіана віку мешканця становила 36,8 року. На 100 осіб жіночої статі у переписній місцевості припадало 91,4 чоловіків;  на 100 жінок у віці від 18 років та старших — 87,5 чоловіків також старших 18 років.
Середній дохід на одне домашнє господарство  становив 111 565 доларів США (медіана — 89 495), а середній дохід на одну сім'ю — 127 866 доларів (медіана — 106 480). Медіана доходів становила 76 701 долар для чоловіків та 50 007 доларів для жінок. За межею бідності перебувало 6,9 % осіб, у тому числі 8,5 % дітей у віці до 18 років та 7,6 % осіб у віці 65 років та старших.
Цивільне працевлаштоване населення становило 12 145 осіб. Основні галузі зайнятості: освіта, охорона здоров'я та соціальна допомога — 23,3 %, науковці, спеціалісти, менеджери — 20,6 %, фінанси, страхування та нерухомість — 14,0 %, роздрібна торгівля — 10,1 %.